# Manuel Calado
Frei Manuel Calado do Salvador (Vila Viçosa, 1584 — Lisboa, 12 de junho de 1654) foi um religioso e escritor português.

## Biografia
Filho de Diogo Calado e de Inez Martins, professou na Ordem de São Paulo da Congregação dos Eremitas de Serra D'Ossa, em 8 de abril de 1607. Viveu cerca de trinta anos no Brasil, nas capitanias da Bahia e de Pernambuco e foi testemunha de vários acontecimentos à época da segunda das Invasões holandesas do Brasil em Pernambuco, tendo privado da amizade do conde Maurício de Nassau, que governou o Brasil Neerlandês entre 1637 e 1644. Participou da guerra de resistência contra o invasor, por pouco não tendo sido condenado à morte pelos neerlandeses.
Após iniciada a chamada "Restauração Pernambucana" regressou à Corte e apresentou à Censura a primeira parte de sua obra acerca da guerra com os neerlandeses: O Valeroso Lucideno e o Triunfo da Liberdade na Restauração de Pernambuco, que seria publicada em 1648. A segunda parte desta obra estava pronta para a impressão (que não ocorreu) quando o autor faleceu, aos 70 anos de idade.
Frei Manuel Calado foi o confessor de Calabar, antes de sua condenação à morte.